# Allard P1
La Allard P1 è una vettura prodotta dalla casa automobilistica britannica Allard dal 1949 al 1952.

## Caratteristiche

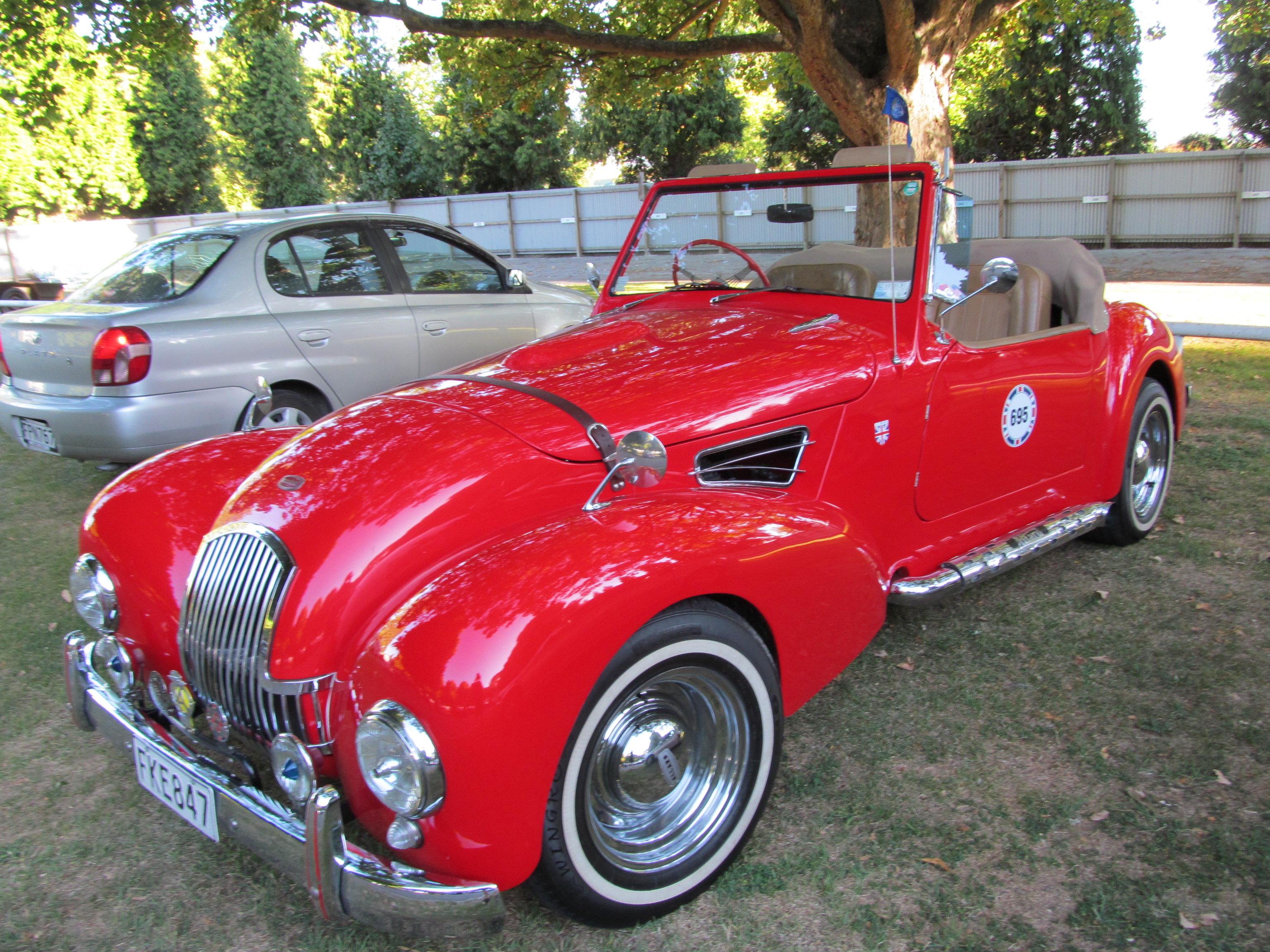
Allard P1 Roadster del 1951

Le P1 utilizzavano motori e trasmissioni derivanti dalla Ford. 
Un'auto testata dalla rivista britannica The Autocar nel 1949 ha registrato una velocità massima di 84,5 mph (136,0 km/h) e un'accelerazione da 0-60 mph (97 km/h) in 23,4 secondi. Il consumo di carburante si attestava sulle 17 miglia per gallone imperiale (17 litri/100 km). L'auto in prova costava 1277 sterline tasse incluse. Sulla versione Competition Series venne montato un motore V8 da 4,4 litri di origine Mercury con 115 CV (86 kW).
Caratteristica insolita per un'autovettura del dopoguerra, l'Allard P1 aveva il parabrezza incernierato nella parte superiore, che poteva essere aperto.
Nel 1952 una Allard P1 guidata da Sydney Allard insieme a Guy Warburton e con Tom Lush come navigatore, vinse il Rally di Monte Carlo.